# Travis Dawkins
Pour les articles homonymes, voir Dawkins.
Travis Dawkins (né le 5 mai 1979 à Newberry (Caroline du Sud)) est un ancien joueur de baseball américain. Lors des Jeux olympiques d'été de 2000 à Sydney, il remporte la médaille d'or.

## Palmarès
- Médaille d'or aux Jeux olympiques de Sydney en 2000